# Svarttjärnen (Lidens socken, Medelpad, 697127-155538)
Svarttjärnen är en sjö i Sundsvalls kommun i Medelpad och ingår i Indalsälvens huvudavrinningsområde.